# Mácher
Mácher es una localidad de Lanzarote, perteneciente al municipio de Tías. Con una población de 1.253 habitantes (según INE, 2018). Está situado en el sur de la isla de Lanzarote, a unos 14 kilómetros de la capital Arrecife, y a 9 kilómetros del aeropuerto. Se caracteriza por tener un asentamiento disperso a ambos lados de la carretera Arrecife-Yaiza-Playa Blanca (LZ-2). Está situado muy cerca de Puerto del Carmen, prácticamente sin separación y a unos 2 kilómetros de Puerto Calero

## Historia
Zona histórica agrícola de Lanzarote, en el pasado se caracterizó por el cultivo de tomates y cebollas principalmente, existiendo una curiosa división agraria. En los terrenos situados al norte de la carretera es donde se cultiva la cebolla, mientras que en los que se hallan al sur, de la misma, se dedica al tomate. En la actualidad la mayor parte de sus habitantes se dedica a la actividad turística y servicios.
El origen de su nombre, posiblemente proviene del término italiano "Maschera", del que ha ido derivando a Mácheres, y finalmente Mácher. Junto a La Asomada forman un todo que va desde la Montañas de Guardilama, Gaida y Tinasoria hasta el Mar. 
Entre los atractivos más destacados, aún podemos encontrar viejos caserones de siglos pasados, además digno de mención es la Molina de Mácher. Entre los atractivos naturales encontramos la montaña de Guardilama (la tercera más alta de Lanzarote) o la montaña de Tinasoria. En esta última se práctica el Parapente y Ala Delta, uno de los lúgares más usados por los aficionados a este deporte junto al Macizo de Famara. En la costa de Mácher, entre Puerto Calero y Puerto del Carmen, existe una zona rocosa donde se práctica el nudismo, denominada Barranco del Kikere.

## Fiestas
El Patrón del pueblo es San Pedro, celebrándose unas fiestas muy reconocidas en la isla, se celebra el 29 de junio. Se caracterizan estas fiestas por la sencillez de sus actos y el mantenimiento de sus tradiciones.

## Infraestructuras
Posee un Colegio de Infantil y Primaria de reciente construcción, "CEIP La Asomada-Mácher"; además está muy cerca del Instituto de Yaiza.